# SNCF X 4750

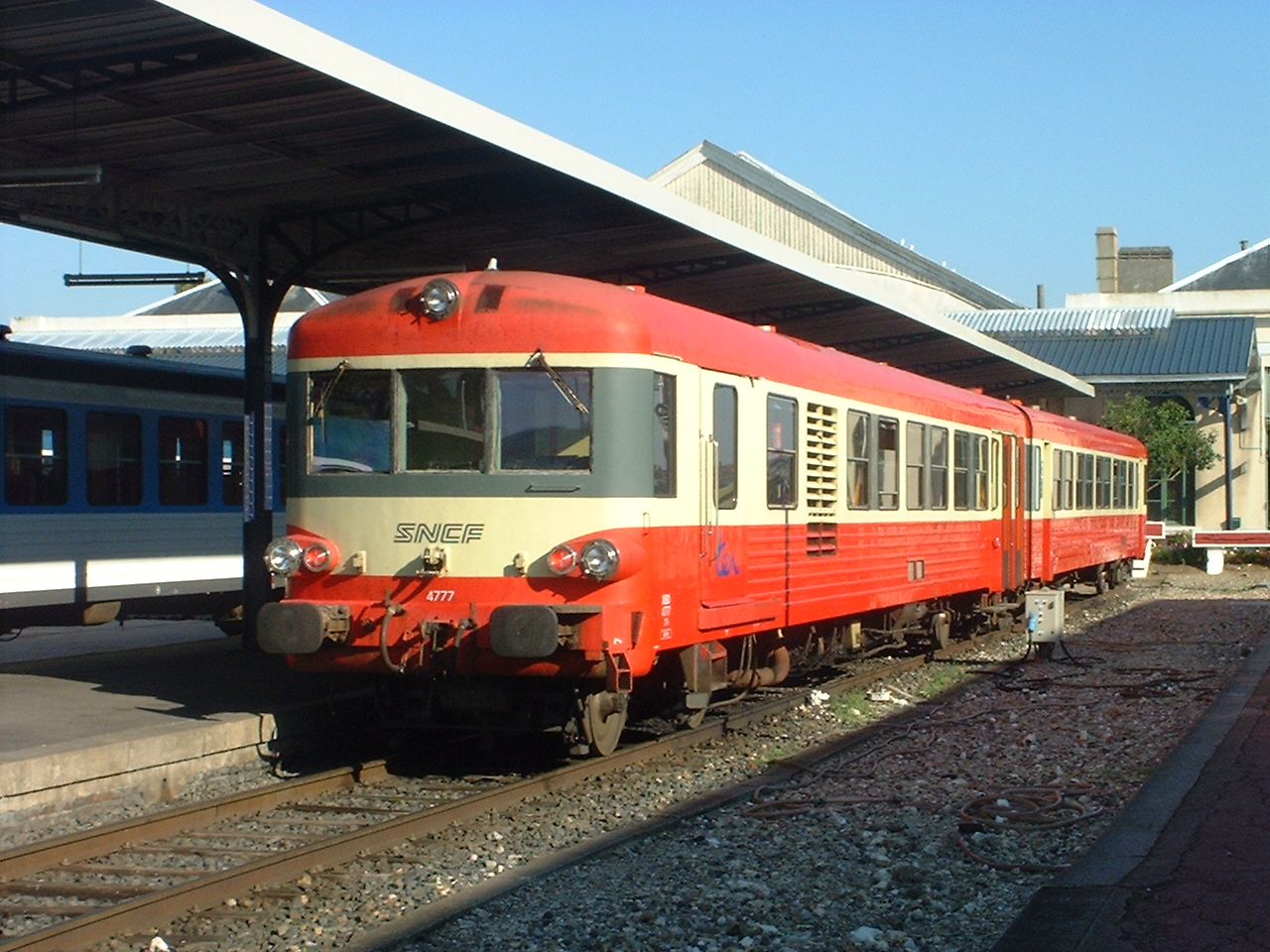
X 4777 mit Steuerwagen XR 8777 in Dieppe, 2003

Die Baureihe X 4750 der französischen Staatsbahn SNCF ist eine Serie zweiteiliger Dieseltriebwagen, die sich von 1977 bis 2016 bei der SNCF im Planeinsatz befand. Mit den Fahrzeugen der Baureihen  X 4300, X 4500, X 4630 und X 4900 zählte sie zur Familie der – aufgrund des an die Flugzeuge vom Typ Sud Aviation Caravelle erinnernden Motorengeräusches – sogenannten Caravelles, die sämtlich bei den Ateliers de construction du Nord de la France (ANF) gebaut wurden. Mit den X 4750 kamen die letzten zweiteiligen Caravelles in den Bestand der SNCF, die Nachfolgebaureihe X 4900 war dreiteilig.

## Geschichte und Beschreibung

### Ursprungsausführung

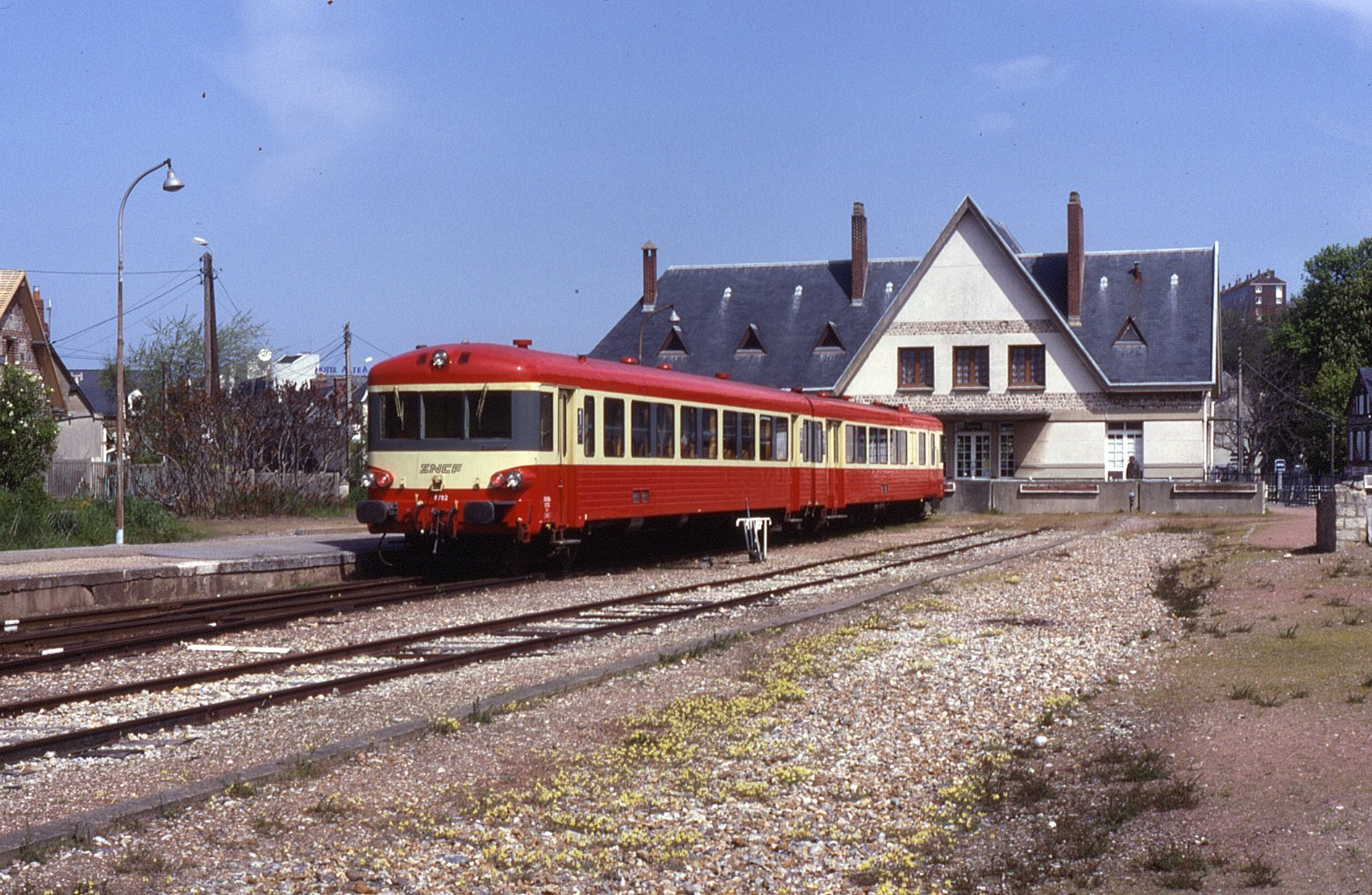
Steuerwagen XR 8782 (vorn) und Triebwagen X 4782 in Saint-Valery-en-Caux, 1992

Die Baureihe X 4750 war mit der Vorgängerbaureihe X 4630 weitgehend identisch. Wichtigster Unterschied zu jener war die stärkere Motorisierung.
40 Fahrzeuge dieser Baureihe wurden zwischen April 1977 und Juni 1978 in Dienst gestellt, sie erhielten die Betriebsnummern 4750 bis 4789. Jeweils ein vierachsiger Triebwagen mit nur einem Führerstand war mit einem gleichartigen Steuerwagen (Baureihe XR 8700) fest gekuppelt, ein Gummiwulstübergang verband die beiden Wagenkästen. Anders als bei den Vorgängern entsprachen die Betriebsnummern der Steuerwagen denen der Triebwagen: X 4751 war mit XR 8751, X 4752 mit XR 8752 usw. gekuppelt. Der 39,5 t schwere Triebwagen verfügte über 60 Sitzplätze der 2. Wagenklasse (Bestuhlung 3+2) und ein Gepäckabteil, er war wie der Steuerwagen über Puffer 21.240 mm lang. Der Steuerwagen wog 25,0 t. Er war zweiklassig und wies 24 Plätze der 1. Klasse und 49 Plätze der 2. Klasse auf.
Der von Saurer stammende Sechszylinder-Dieselmotor S1 DHR des Triebwagens leistete 412 kW. Als Boxermotor konnte er unter dem Boden des Triebwagens angebracht werden. Die Höchstgeschwindigkeit des Fahrzeugs betrug 140 km/h.
Anders als die meisten französischen Triebfahrzeuge erhielten die „Caravelles“ ein Dreilicht-Spitzensignal. Trieb- und Steuerwagen waren ursprünglich rot mit einem cremefarbenen Fensterband lackiert. Mit den anderen „Caravelle“-Baureihen konnten die X 4750 in Mehrfachtraktionen von maximal drei Einheiten verkehren.

### Paris–Granville-Triebwagen
1981 kam eine Serie von sieben Fahrzeugen (X 4790 bis X 4797) hinzu. Diese Doppeltriebwagen bekamen 1987 die veränderten, zum besseren Schutz des Triebfahrzeugführers verstärkten Fronten, wie sie später auch zahlreiche ältere Caravelles nach Umbauten erhielten. Sie wiesen ausschließlich zweiflügelige Außentüren und für den Einsatz auf der Relation Paris–Granville auch in der 2. Klasse eine 2+2-Bestuhlung (47 Einzelsitze im Trieb- und 36 im Steuerwagen) auf. Abweichend von der Ursprungsausführung waren diese Triebwagen 40,6 t schwer und über Puffer 21.740 mm lang, ihre ebenso langen Steuerwagen hatten ein Gewicht von 25,4 t.

### Posttriebwagen
Eine weitere Unterbaureihe stellten acht Einheiten dar, die 1979 für die französische Post gebaut wurden. Die als Rames automotrices postales (RAP) bezeichneten Triebwagen erhielten die Betriebsnummern XP 94750 bis XP 94757 und eine abweichende Lackierung. Sie konnten maximal 66 Container à 200 kg transportieren und wurden auf Strecken von Paris nach Westen und Norden eingesetzt. 1994 wurden sieben davon von der SNCF erworben, bis 1996 den Serienfahrzeugen angeglichen und unter den Nummern X 4797 bis X 4803 eingesetzt. Der Triebwagen XP 94755 verblieb mit seinem Steuerwagen XRP 98755 bei der Post und ist museal erhalten.

### Umbau
Zahlreiche Triebwagen der Ursprungsausführung wurden ab Mitte der 1980er Jahre modernisiert, wobei die Umbauten der Paris–Granville-Triebwagen als Muster dienten. Sie erhielten ebenfalls eine veränderte Frontgestaltung und eine 2+2-Bestuhlung in der 2. Wagenklasse. Jede Region konnte über die Lackierung der dort verkehrenden Fahrzeuge bestimmen.

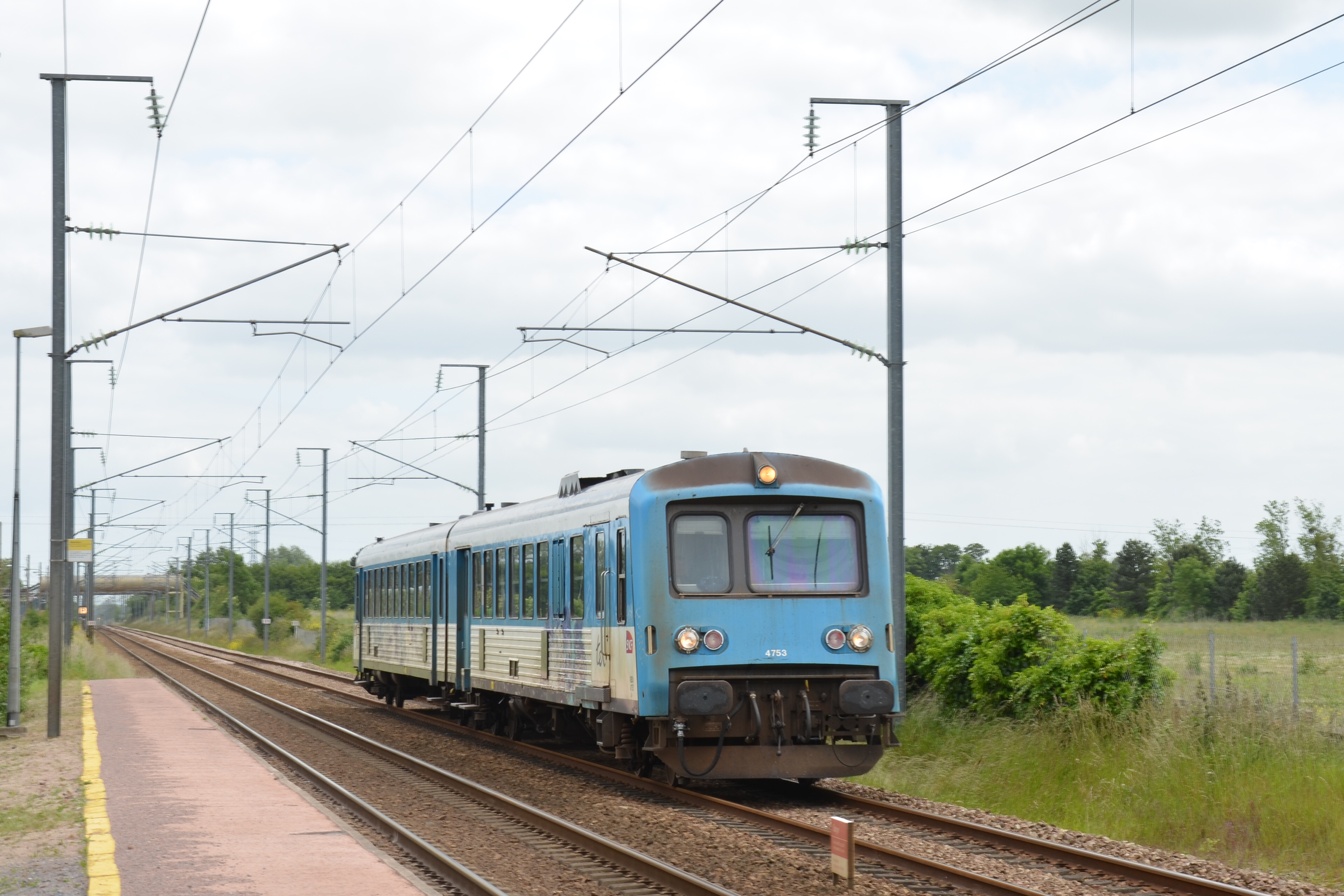
X 4753 im Bahnhof Frénouville-Cagny, 2015
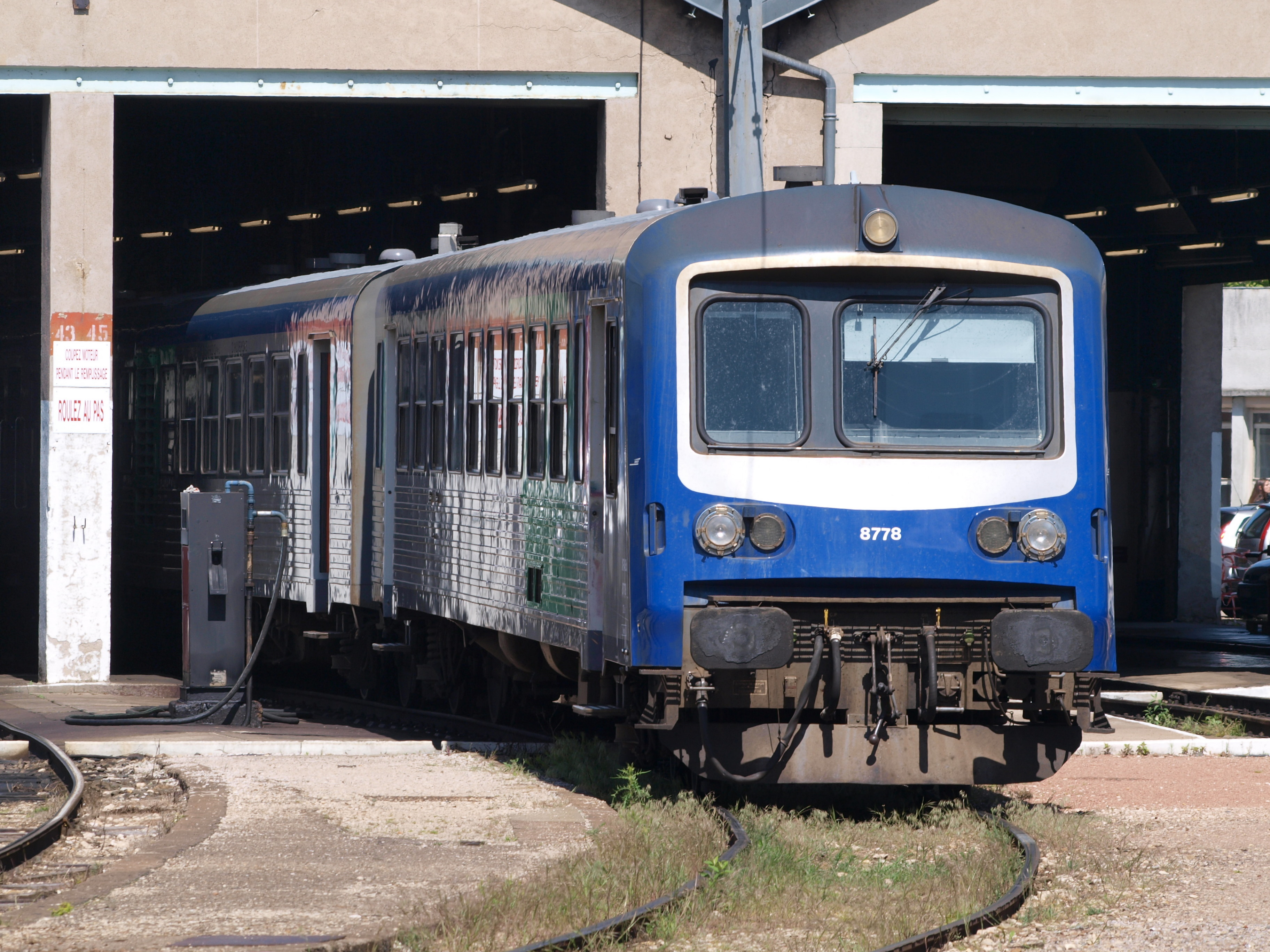
Steuerwagen XR 8778 in Dijon, Farbgebung „TER 1998“
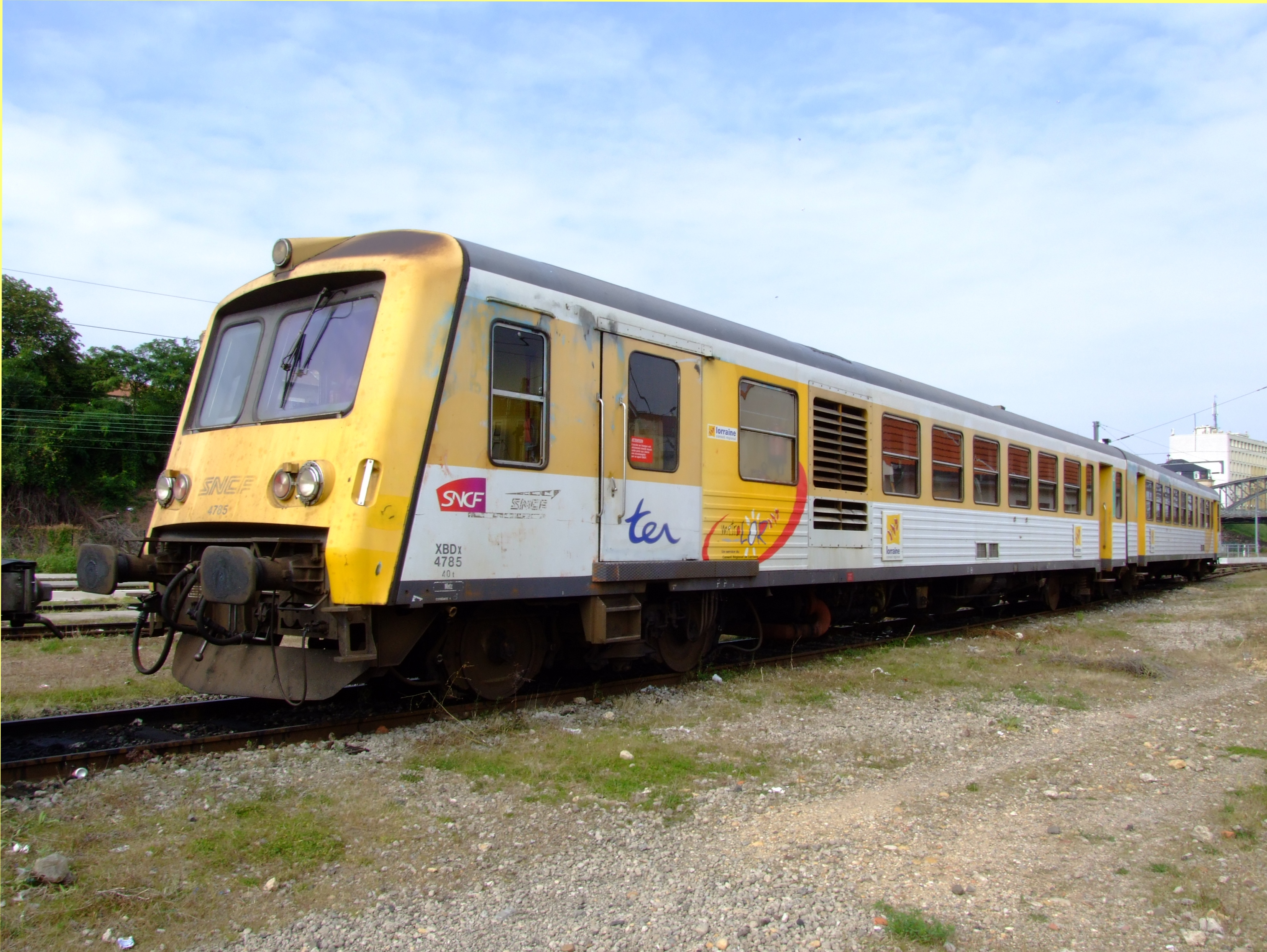
X 4785 in Metz, 2008

## Verbleib
Sämtliche Fahrzeuge der Baureihe wurden bis zum 1. Dezember 2016 ausgemustert. Mehrere Exemplare, darunter der Triebwagen X 4781, gingen an Regiotrans nach Rumänien; vier existieren bei französischen Museumsbahnen weiter.